# Sedum macdougallii
Sedum macdougallii är en fetbladsväxtart som beskrevs av R. Moran. Sedum macdougallii ingår i Fetknoppssläktet som ingår i familjen fetbladsväxter. Inga underarter finns listade i Catalogue of Life.